# Dukla Liberec
ASO Dukla Liberec, Armádní sportovní oddíl lyžování Dukla Liberec – czeski wojskowy klub narciarski z Liberca. 
Klubowi podlega grupa skoczków jako Dukla Frenštát pod Radhoštěm.
Trenerem klubowym jest Jiří Rázl. Obecnie najpopularniejszymi skoczkami reprezentującymi klub są między innymi Jakub Janda, Jan Matura, Jan Mazoch, Michal Doležal, Jakub Hlava, Lukaš Hlava, Jakub Jiroutek. W przeszłości Duklę reprezentowały takie sławy jak Pavel Ploc, Robert Křenek czy Jakub Sucháček.